# Central Bank of Trinidad and Tobago
Die Central Bank of Trinidad and Tobago ist die Zentralbank von Trinidad und Tobago. Sie befindet sich vollständig im Besitz der Regierung von Trinidad und Tobago, ist in ihrem Handeln jedoch unabhängig. Sie hat ihren Sitz in der Hauptstadt Port of Spain.

## Geschichte
Die Central Bank of Trinidad and Tobago wurde zwei Jahre nach der Unabhängigkeit Trinidads, am 12. Dezember 1964, durch den vom Parlament von Trinidad und Tobago beschlossenen Central Bank Act gegründet. Sie löste das British Caribbean Currency Board der ehemaligen Kolonialmacht Großbritannien ab.

## Organisation

### Gouverneur
Der Gouverneur leitet die Tagesgeschäfte der Bank. Er wird von der Regierung vorgeschlagen und vom Präsidenten ernannt. Eine Amtszeit beträgt fünf Jahre.
Liste der Gouverneure:
- John Pierce, 1964–1966
- Alexander McLeos, 1966–1969
- Victor Bruce, 1969–1984
- Euric Bobb, 1984–1988
- William Demas, 1988–1992
- Thomas Ainsworth Harewood, 1992–1997
- Winston Dookeran, 1997–2002
- Ewart S. Williams, 2002–2012
- Jwala Rambarran, 2012–2015[6]
- Alvin Hilaire, 2015–[7]

### Board of Directors
Das Board of Directors verwaltet die Bank. Es besteht aus dem Gouverneur als Vorsitzenden, bis zu zwei stellvertretenden Gouverneuren und mindestens sechs Direktoren. Zwei der Direktoren können aus dem öffentlichen Dienst stammen. Die restlichen Direktoren sind verschiedene Personen mit besonderer Erfahrung in Wirtschaft, Recht oder Verwaltung.

## Aufgaben
Als Ziel der Bank wird im Central Bank Act die Förderung von Verhältnissen, die der Entwicklung der Wirtschaft von Trinidad und Tobago zugutekommen, genannt. Konkrete Aufgaben bestehen in
1. der Verwaltung der Währung,
2. der Funktion als Bank für die Regierung und Finanzinstitutionen,
3. der Funktion als Kreditgeber für kommerzielle Banken,
4. der Förderung monetärer und finanzieller Stabilität und
5. der Verwaltung des Devisenmarkts und der Devisenvorräte des Landes.

## Gebäude
Nachdem die Bank bis 1986 im Treasury Building am Independence Square ansässig war, ist sie seither in einem der beiden Türme der Twin Towers im Eric Williams Financial Complex beheimatet. Der Turm ist 21 Stockwerke hoch. Die Bank unterhält im Gebäude ein Museum zur Geschichte des Geldes in Trinidad mit angeschlossenem, von der Zentralbank finanziertem Kunstmuseum.